# Riders of the Storm
Pour les articles homonymes, voir American Way (homonymie).
Pour plus de détails, voir Fiche technique et Distribution.
Riders of the Storm ou American Way est un film britannico-américain réalisé par Maurice Phillips, sorti en 1986.

## Synopsis
Les membres d'équipage d'un Boeing B-29 Superfortress transformé en station de télévision pirate tentent d'empêcher l'élection à la Maison-Blanche d'une candidate de droite au discours militariste.

## Fiche technique
- Titre : Riders of the Storm
- Autre titre : American Way
- Réalisation : Maurice Phillips
- Scénario : Scott Roberts
- Production : Paul Cowan et Laurie Keller
- Sociétés de production : Kerrash Limited et Tamburra Films
- Musique : Brian Bennett et Simon Webb
- Photographie : John Metcalfe
- Montage : Tony Lawson (de)
- Décors : Evan Hercules
- Costumes : Tudor George
- Pays d'origine : Royaume-Uni, États-Unis
- Format : Couleurs - 1,85:1 - Mono - 35 mm
- Genre : Comédie, science-fiction
- Durée : 92 minutes
- Dates de sortie : 27 mai 1987 (France), 7 mai 1988 (New York, États-Unis)

## Distribution
- Dennis Hopper : le capitaine
- Michael J. Pollard : Tesla
- Eugene Lipinski : Ace
- James Aubrey : Claude
- Al Matthews : Benedict
- William Armstrong : Jerry
- Michael Ho : Minh
- Derek Hoxby : Sam
- Nigel Pegram : Mme Westinghouse
- Mark Caven : Don
- Craig Pinder : Irving
- Jeff Harding : Doug
- Linda Lou Allen : Mary
- Norman Chancer : le docteur King
- Gwen Humble : Linda
- John Alderson : le colonel Sanders
- Don Fellows : le capitaine héros de guerre
- Bruce Boa : le colonel Parker

## Autour du film
- Le tournage s'est déroulé à Glen Canyon, dans l'Utah.
- À noter, une petite apparition du chanteur Ozzy Osbourne.

## Bande originale
- Coming In On A Wing And A Prayer, interprété par Joe Fagen
- Layla, interprété par Derek and the Dominos
- Won't Get Fooled Again, interprété par Roger Daltrey
- All Day And All Of The Night, interprété par The Kinks
- Ain't That America, interprété par Bo & Co
- I Ain't Begging, interprété par Sky High
- People Get Ready, interprété par Clem Clempson et Brian Bennett
- Il Travatore, interprété par Franco Corelli
- The Madness Of It All, interprété par The Ward Brothers
- You Can Love A Woman, interprété par Light A Big Fire
- Send Jesus Some, interprété par Dave Gibson et Jessica Boucher
- Everybody Wants You, interprété par Billy Squier
- Star Spangled Banner, interprété par Jimi Hendrix
- Purple Haze, interprété par Jimi Hendrix
- Fantasy, interprété par Joan Jett and The Blackhearts
- Lucky Me, interprété par Icehouse
- Regular Boys, interprété par Icehouse
- Go To Hell, interprété par Alice Cooper
- Fur Fly, interprété par Will Jennings
- Stand By Your Man, interprété par Nigel Pegram et Dave Gibson
- Yesterdays Hero, interprété par Gene Pitney
- The American Way, interprété par Brian Bennett et Warren Bennett
- Ride The Storm, interprété par John Payne
- It'll Be All Right On The Night, interprété par Radio
- Cielito Lindo, interprété par Flaco Jimenez

## Distinctions
- Prix spécial du jury, prix de la critique et prix Antenne d'or, lors du Festival international du film fantastique d'Avoriaz 1987.